# شاروفکا
شاروفکا (به لاتین: Sharovka) یک منطقهٔ مسکونی در روسیه است که در باشقیرستان واقع شده‌است.